# イオンフードスタイル新松戸店
イオンフードスタイル新松戸店（イオンフードスタイルしんまつどてん）は千葉県松戸市新松戸三丁目にあるダイエー運営の大型商業施設（ショッピングセンター）である。ネットスーパー取扱店舗。

## 概要
新松戸駅から徒歩5分ほどの場所に位置している。地上4階建ての店舗で所有は三井住友信託銀行等。以前はダイエーの完全子会社新松戸中央開発の所有。
2015年1月にダイエーがイオングループの完全子会社化されて以降、イオンの方針で「イオン」や「ÆON FOOD STYLE by daiei」および「ÆON FOOD STYLE」への店舗ブランドの転換が進められる中で、当店は千葉県内の店舗として唯一転換されておらず、イオン色の薄い店舗の一つであった。
ただ、3階・4階に設けられていた生活品や衣類品のフロアは、2018年10月の大型改装で1階に縮小移動し、専門店フロアに転換された。その後、2019年8月30日のリニューアルオープンで「ÆON FOOD STYLE」へと転換され、38年に及ぶ「ダイエー」ブランドでの営業に幕を閉じる事となった。（運営はダイエーが行っている。）

## フロア構成

### 現在（2019年8月時点）
| 階 | フロア概要                                                                 |
| -- | -------------------------------------------------------------------------- |
| RF | 駐車場                                                                     |
| 6F | 駐車場                                                                     |
| 5F | 駐車場                                                                     |
| 4F | 専門店のフロア                                                             |
| 3F | 専門店のフロア                                                             |
| 2F | 食品・専門店のフロア                                                       |
| 1F | ヘルス＆ビューティ・衣料品・生活用品・インテリア雑貨・文具・専門店のフロア |

### ダイエー時代（2018年9月時点）
| 階 | フロア概要                                     |
| -- | ---------------------------------------------- |
| RF | 駐車場                                         |
| 6F | 駐車場                                         |
| 5F | 駐車場                                         |
| 4F | 子供用品・インテリア・専門店のフロア           |
| 3F | 衣料品・専門店のフロア                         |
| 2F | 食料品・フードコートのフロア                   |
| 1F | 化粧品・薬・服飾雑貨・日用品・小型家電のフロア |

## 新松戸アイスアリーナ
1981年の開業時より1階に、スケートリンク『新松戸アイスアリーナ』があった。フィギュアスケートコーチに都築章一郎、長久保裕、佐野稔、無良隆志等が在籍し、後に選手として活躍する井上怜奈、川口悠子、町田樹等がリンクに通っていた。また全日本フィギュアスケートジュニア選手権等の公式戦も行われていた。ダイエーの経営難に伴い、2002年1月6日をもって閉鎖された。
リンク閉鎖に伴い、都築ら一部のコーチは『オレンジワン泉』（後のアイスリンク仙台）に異動した。
跡地は1階の売り場が拡張されている。アイスアリーナが1階にあった関係上、開業当初より食品売り場が2階に配置されており、「ÆON FOOD STYLE」転換後もその名残で2階に食品売り場がある。

## 事件
開業から間もない1982年1月24日（日曜日）には、当時ブームとなっていたガンプラを購入しようと当店に詰めかけていた小中学生250人が開店と同時にエスカレーターに殺到し、将棋倒し事故が発生した（ガンプラ将棋倒し事故）。

## 売上
この統計は、日経流通新聞及び日本経済新聞が調査して順位付けしたものである。新松戸店は開業当初から売上が良く、常に上位に入る主力店。
| 年度   | スーパー業界 | ダイエー内 | 小売総合 | 売場面積 | 売上          |
| ------ | ------------ | ---------- | -------- | -------- | ------------- |
| 1982年 | 95位         | 31位       | なし     | 110位    | 81億3100万円  |
| 1983年 | 94位         | 27位       | なし     | 103位    | 83億400万円   |
| 1984年 | 87位         | 25位       | なし     | 110位    | 89億1900万円  |
| 1985年 | 75位         | 21位       | なし     | 118位    | 98億9000万円  |
| 1986年 | 56位         | 19位       | なし     | 120位    | 105億2400万円 |
| 1987年 | 42位         | 16位       | なし     | 124位    | 117億9700万円 |
| 1988年 | 17位         | 12位       | なし     | 131位    | 144億7300万円 |
| 1989年 | 18位         | 10位       | なし     | 143位    | 152億1100万円 |
| 1990年 | 21位         | 10位       | なし     | 155位    | 158億6300万円 |
| 1991年 | 19位         | 7位        | 195位    | なし     | 162億6800万円 |
| 1992年 | 18位         | 7位        | 209位    | なし     | 156億2600万円 |
| 1993年 | 25位         | 8位        | 225位    | なし     | 147億500万円  |